# Der papierene Peter
Der papierene Peter è un film muto del 1917 scritto, diretto e interpretato da Rochus Gliese.

## Produzione
Il film fu prodotto dalla Bild- und Filmamt (Bufa).

## Distribuzione
Non si conoscono altre notizie certe della pellicola.